# Pointe du Lamet
Pour les articles homonymes, voir Lamet (homonymie).
La pointe du Lamet est une montagne de 3 504 mètres d'altitude dans les Alpes.

## Géographie
La pointe du Lamet appartient à la ligne de partage des eaux entre mer Adriatique et mer Méditerranée et est le sommet le plus haut entre la pointe de Ronce et Rochemelon. Elle sert en gauche hydrographique la combe du Mont-Cenis et, administrativement, est partagée entre les communes de Val-Cenis et de Bessans, en France. Sur son versant nord-ouest est situé un glacier suspendu.

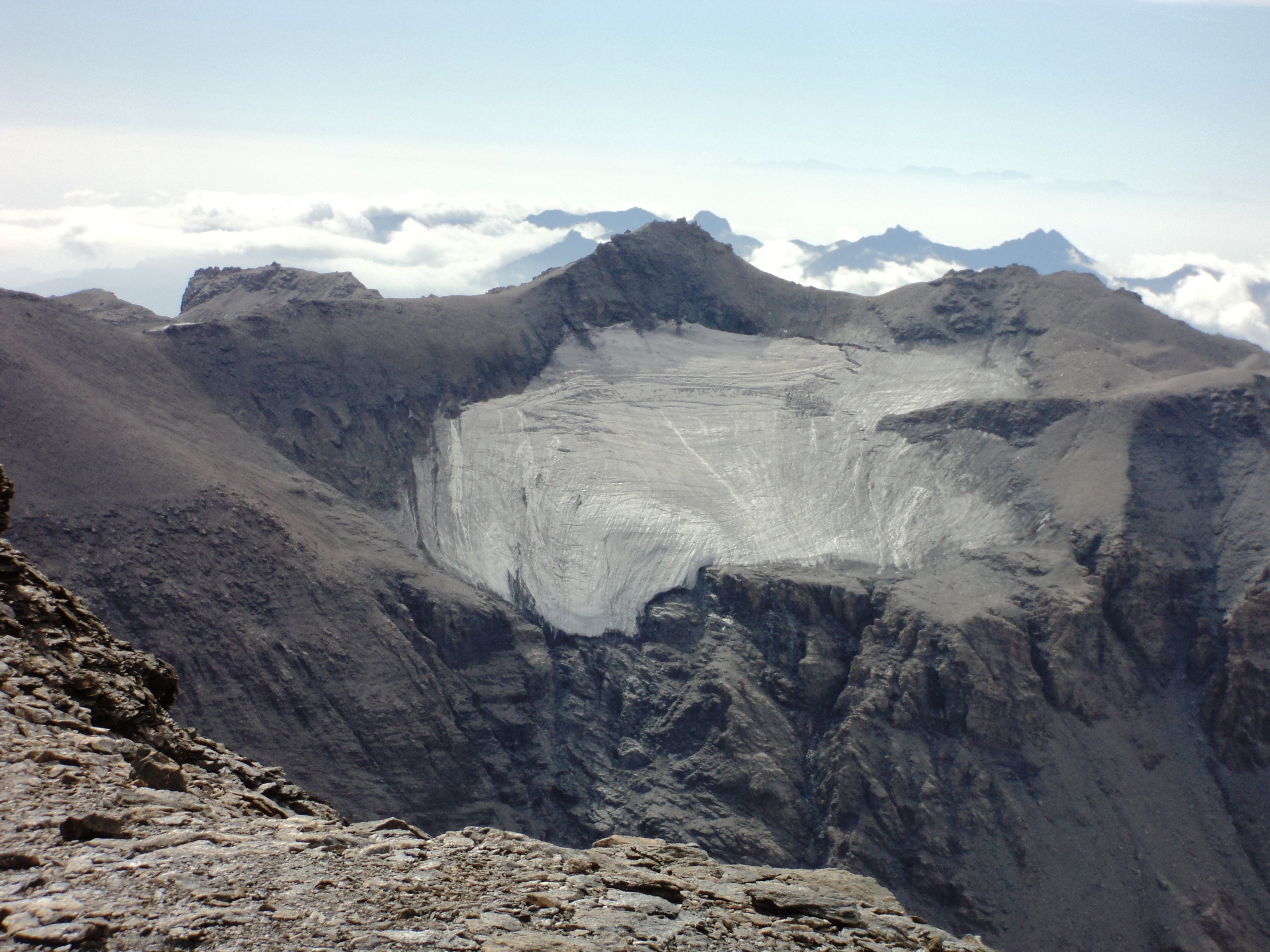
Vue de la pointe du Lamet et son glacier suspendu depuis la pointe de Ronce.

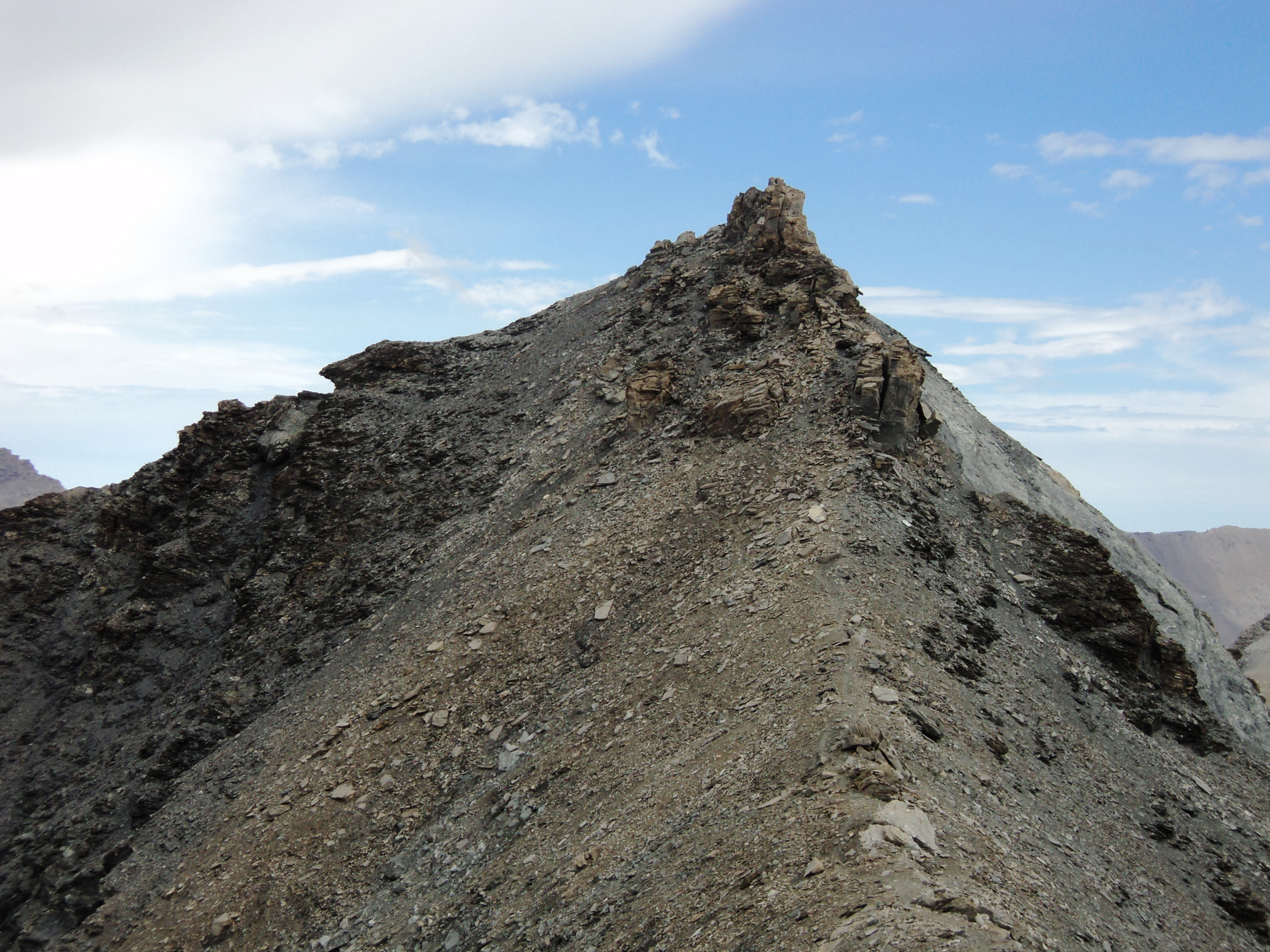
Vue du sommet de la montagne.